# 椋鳥屬
椋鳥屬是雀形目椋鸟科下的一個屬。本屬物種原分佈於舊大陸上，但其中紫翅椋鸟成為了入侵幾乎全世界的入侵種，目前下屬2個物種。

## 命名歷史
本屬物種為瑞典自然學家卡尔·林奈於1758年描述。其模式種根據《國際動物命名規約》中的「林奈重名關係」（Linnaean tautonymy）被指定為紫翅椋鸟。其屬名來自同名拉丁語，即指椋鳥。

## 下屬物種
本屬包含以下物種：
- 紫翅椋鸟 Sturnus vulgaris Linnaeus, 1758
- 纯色椋鸟 Sturnus unicolor Temminck, 1820

## 外部連結
- 维基共享资源上的相關多媒體資源：椋鳥屬
- 維基物種上的相關：椋鳥屬